# Frank Mathers Trophy
Frank Mathers Trophy (tedy trofej Franka Matherse) je každoročně udělovaná trofej AHL, kterou dostává nejlepší mužstvo základní části Východní divize.  Dříve jí dostával vítěz Jižní či Středoatlantické divize, poté nejlepší mužstvo základní části Východní konference. Poprvé byla udělena v sezoně 1995/96
Trofej nese jméno bývalého trenéra a hráče Hershey Bears Franka Matherse.

## Vítězné týmy
Vítěz Kanadské divize
- 2020/21 - Laval Rocket

Vítězové základní části Východní konference
- 2019/20 - Providence Bruins
- 2018/19 - Charlotte Checkers
- 2017/18 - Toronto Marlies
- 2016/17 - Wilkes-Barre/Scranton Penguins
- 2015/16 - Chicago Wolves

Vítězové Východní divize
- 2014/15 - Hershey Bears
- 2013/14 - Binghamton Senators
- 2012/13 - Syracuse Crunch
- 2011/12 - Norfolk Admirals

Vítězové základní části Východní konference
- 2010/11 - Wilkes-Barre/Scranton Penguins
- 2009/10 - Hershey Bears
- 2008/09 - Hershey Bears
- 2007/08 - Providence Bruins
- 2006/07 - Hershey Bears
- 2005/06 - Portland Pirates
- 2004/05 - Manchester Monarchs
- 2003/04 - Hartford Wolf Pack

Vítězové Jižní divize
- 2002/03 - Norfolk Admirals
- 2001/02 - Norfolk Admirals

Vítězové Středoatlantické divize
- 2000/01 - Rochester Americans
- 1999/00 - Kentucky Thoroughblades
- 1998/99 - Philadelphia Phantoms
- 1997/98 - Philadelphia Phantoms
- 1996/97 - Philadelphia Phantoms

Vítězové Jižní divize
- 1995/96 - Binghamton Rangers